# Champtoceaux
Ne doit pas être confondu avec Champtocé-sur-Loire.
Champtoceaux est une ancienne commune française située dans le département de Maine-et-Loire, en région Pays de la Loire, devenue le 15 décembre 2015 une commune déléguée au sein de la commune nouvelle d'Orée d'Anjou.
Située à l'ouest du département, elle s'étend de la Loire au nord, au département de la Loire-Atlantique au sud-ouest.

## Géographie

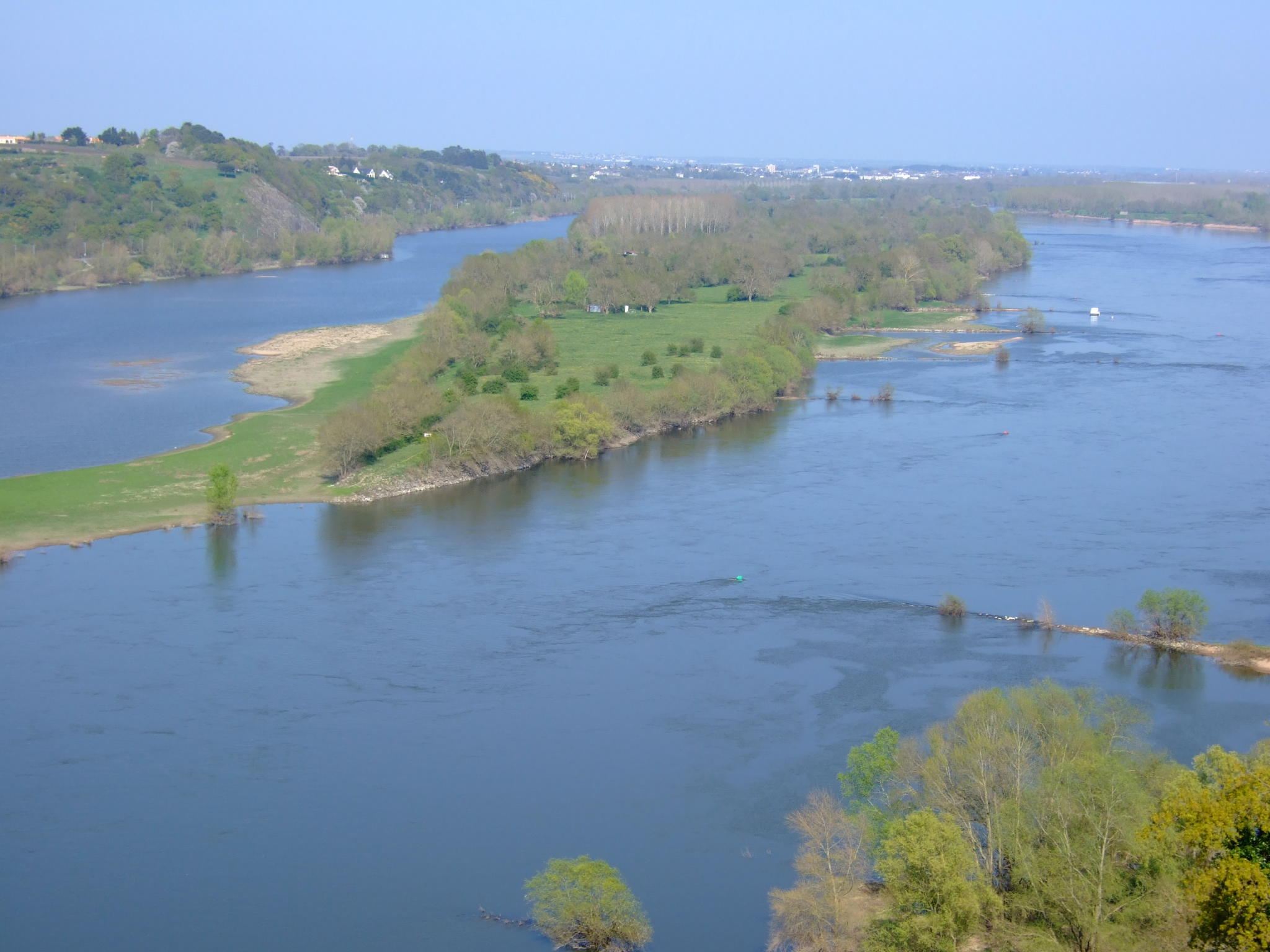
La Loire et île Neuve-Macrière vues depuis le Champalud.

### Localisation
Commune du nord des Mauges, Champtoceaux est située à l'ouest du département de Maine-et-Loire, sur la rive gauche de la Loire, à 9 km au sud-ouest d'Ancenis, 25 km à l'est de Nantes et 50 km à l'ouest d'Angers.
Les communes limitrophes sont Oudon (au nord de la Loire) et Barbechat (au sud-ouest de Champtoceaux) en Loire-Atlantique, Drain, Saint-Sauveur-de-Landemont et la Varenne en Maine-et-Loire.

### Territoire
Le bourg est un petit village qui surplombe la Loire de plusieurs dizaines de mètres. Appartient aussi à la Commune le petit port de la Patache situé en contrebas. Selon le classement établi par l'Insee en 2010, Champtoceaux fait partie de l'aire urbaine de Nantes en tant que couronne d'un grand pôle (cf. communes de Loire-Atlantique).

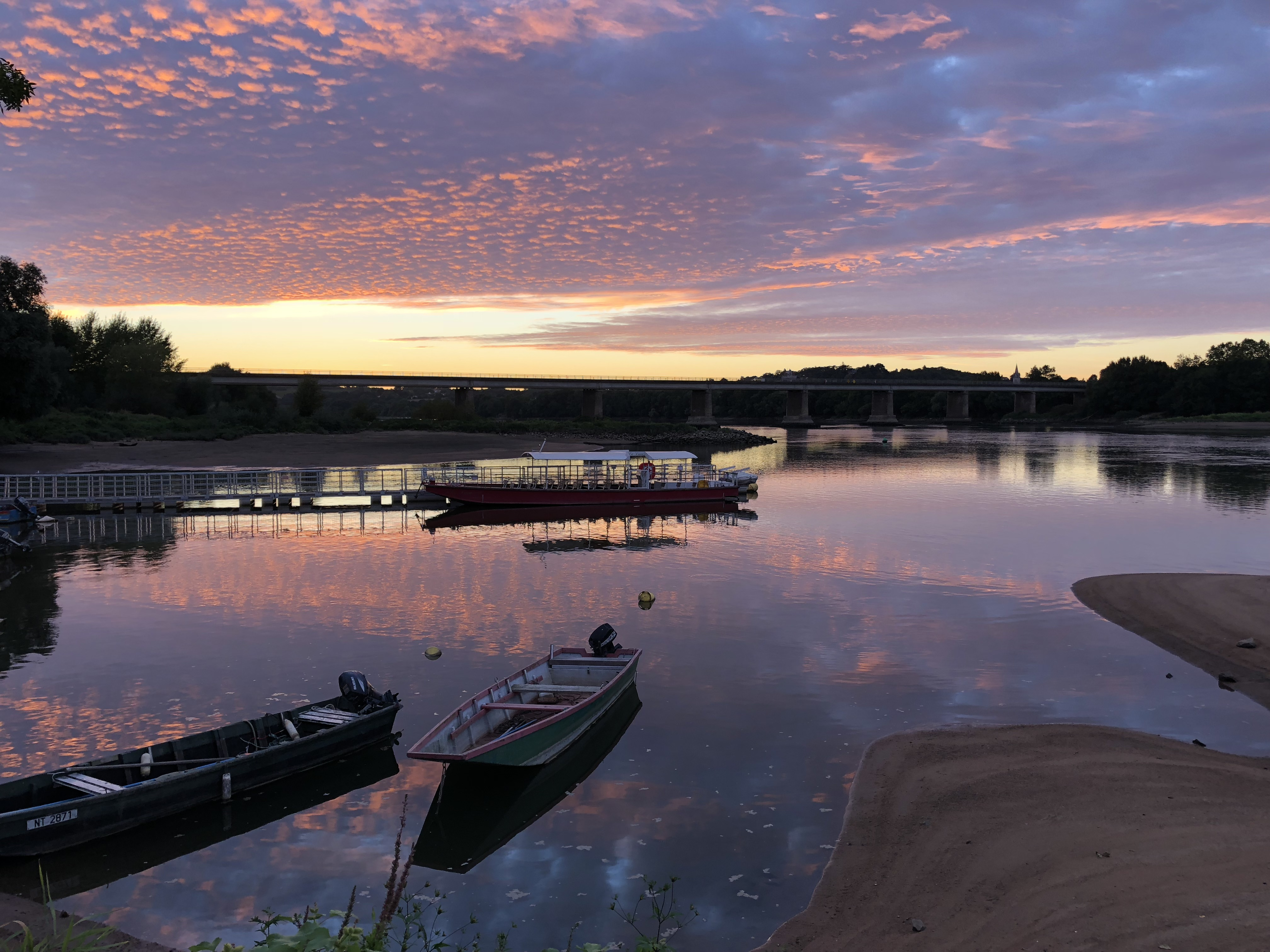
Coucher de soleil, Port du Moulin, Champtoceaux, Maine et Loire, Vallée de la Loire.

### Voies de communication et transports
Le village est traversé d'ouest en est par la RD751 qui longe la Loire de la porte d'Anjou du périphérique nantais (la route touristique du vignoble dite la Divatte) à Saumur, et, du nord au sud, par la RD751C en provenance d'Oudon (via le pont d'Oudon), prolongée par la RD17, en direction de Saint-Laurent-des-Autels puis Saint-Lambert-du-Lattay.
L'A11, à Ancenis, est à moins de 20 km.
La gare la plus proche est celle d'Oudon, à 4 km.

## Toponymie et héraldique

### Toponymie
Champtoceaux a longtemps été appelé « Châteauceaux », nom qui au Moyen Âge apparait en latin sous la forme : Castrum Celsum.
Ses habitants sont de ce fait appelés Castrocelsiens.

### Héraldique
|  | Les armes de la commune de Champtoceaux se blasonnent ainsi : écartelé, aux un et deux à cinq points de gueules équipolés à quatre d'argent ; au trois d'argent ; au quatre de gueules ; au filet en croix noué d'azur brochant sur le tout. |

## Histoire

### Préhistoire, Antiquité et haut Moyen Âge
L'occupation humaine remonte à l'âge de la pierre, comme en témoignent les pierres taillées et polies retrouvées lors de fouilles.
Dans l'Antiquité, un oppidum de 8 hectares y est établi.[Quand ?] Il est mentionné  par Grégoire de Tours (qui écrit au VIe siècle) sous le nom de Castrum Sellense, parmi les vingt-cinq principaux castra de Gaule. En contrebas de la forteresse, il existe un port appelé Portus selus.
Vers 560, le duc Austrapius est sacré évêque à Châteauceaux, qui devient (de façon éphémère) le siège d'un évêché détaché du diocèse de Poitiers.
Au VIIIe siècle, le roi Pépin le Bref y rejoint sa femme Bertrade pour les fêtes de Pâques et reçoit les ambassadeurs d'Almanzor, calife de Bagdad.

### Moyen Âge
Châteauceaux dépend du Poitou jusqu'en 942, année où la place passe aux mains d'Alain Barbetorte, duc de Bretagne et comte de Nantes ; à sa mort, son épouse Roscille de Blois se remarie avec le comte d'Anjou et Châteauceaux devient l'enjeu de rivalités politiques. La paroisse reste cependant dépendante du diocèse de Nantes. 

#### Une forteresse angevine (à partir de 988)
En 988, Foulque Nerra, comte d'Anjou, autorise la construction de la forteresse de Châteauceaux et rétablit le péage.
À partir de cette date, Châteauceaux (Castrum Celsum) est une des plus importantes forteresses angevines de la région, dressée sur un éperon rocheux dominant la Loire de 70 m, face au duché de Bretagne. 
Vers le milieu du XIe siècle, Champtoceaux relève de deux frères, Geoffroy et Odéric/Orry de Châteauceaux, puis vers 1060 de Thibaud de Jarzé, le gendre d'Orry (en tant que mari de sa fille Adénors) ; Adénors et Thibaud ont une fille, Agnès de Jarzé (mariée à Roger III de Montrevault (du Petit-Montrevault) : d'où Payen de Montrevault, sire de Champtoceaux en 1118), et un fils, Geoffroi de Jarzé, dont la fille Narmaise/Warmaise de Jarzé transmet ensuite à son 2e époux Amaury Crespin, ; un siècle plus tard, Thibaud II Crespin est dépossédé en 1224 par Louis VIII, au profit de Mauclerc, à cause de son soutien à Jean sans Terre et Henri III d'Angleterre : cependant, l'héritier de Thibaud Crespin, Geoffroy des Roches, sera dédommagé par le duc Jean le Roux, le fils de Mauclerc.
Couvrant 30 hectares, entièrement entourée de remparts, la forteresse se compose de trois parties : la ville, dont on voit encore les deux tours d'entrée et le prieuré Saint-Jean ; le bayle (ou basse-cour), pour les écuries, le matériel de guerre… et le château fort avec son pont-levis à double battant, ses deux donjons, le logis seigneurial, la chapelle Saint-Pierre, le puits, la cave voûtée.

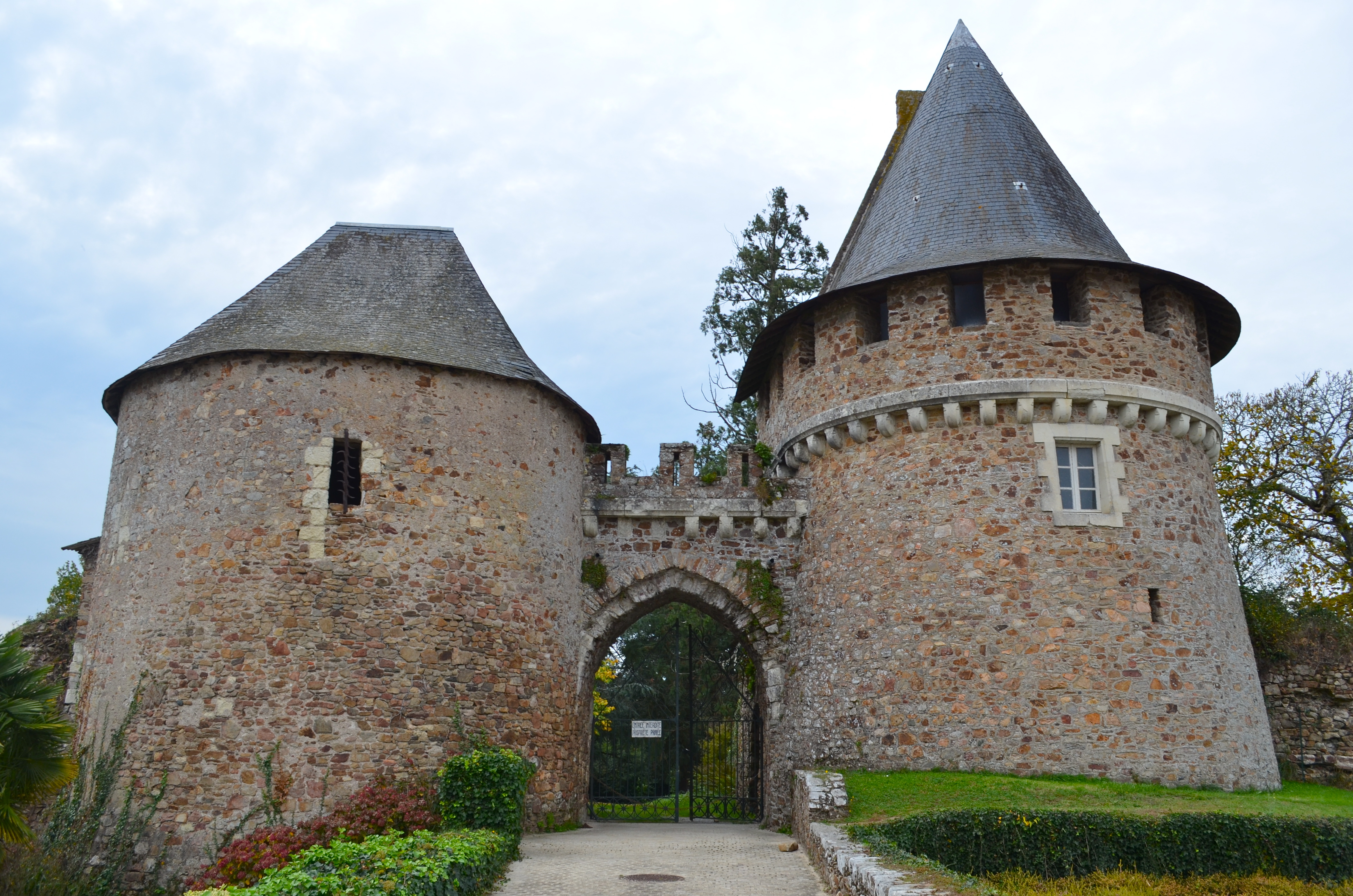
Entrée de la forteresse angevine de Foulque Nerra à Champtoceaux.

#### Les premiers sièges de Champtoceaux
Durant trois siècles, la cité est assiégée à neuf reprises.
Geoffroy Plantagenêt (comte d’Anjou), en 1141, puis, en 1173, son fils Henri II Plantagenêt (roi d’Angleterre).
Pierre Mauclerc (duc de Bretagne) est récompensé, en 1224, par le roi de France Louis VIII qui lui offre le territoire de la Remaudière, paroisse dépendante de la baronnie/châtellenie de Châteauceaux.
Saint Louis l'attaque aussi, en 1230 et 1234 (dans sa guerre contre la révolte de Mauclerc) et y réside deux fois, accompagné de sa mère Blanche de Castille et de sa jeune épouse Marguerite de Provence. Finalement, les ducs de Bretagne s'y maintiennent.

#### Champtoceaux et la guerre de Succession de Bretagne (1341-1365)
Mais la guerre de Succession de Bretagne oppose, de 1341 à 1365 les Penthièvre (Charles de Blois et sa femme Jeanne de Bretagne-Penthièvre, soutenus par le parti français) et les Montfort (Jean de Bretagne puis son fils Jean IV), se disputant la couronne ducale. La forteresse est prise par le parti français en 1341 puis donnée au jeune duc d'Anjou Louis Ier (1339-1384), dont la femme est Marie de Blois-Penthièvre, fille de Charles et Jeanne. Mais après la bataille d'Auray et le traité de Guérande, Jean de Monfort (1339-1399) est reconnu comme seul duc légitime. 

#### Champtoceaux et la guerre de Cent Ans (de 1364 à 1453)
Le 4 février 1367, Charles V octroie alors Loudun au duc d'Anjou, en échange de Châteauceaux qu'il cède au duc de Bretagne. Cependant ce dernier restitue Châteauceaux en 1387 au nouveau duc d'Anjou, Louis II (1377-1417), à condition qu'il rende au duc breton une quittance pour une rente de 2 000 livres tournois écrite jadis par Jeanne de Bretagne, comtesse de Penthièvre. En 1390, Louis II donne Châteauceaux au connétable Olivier V de Clisson (1336-1407) ; puis sa fille cadette Marguerite de Clisson (1372-1441) en hérite, avec Clisson et Montfaucon : or elle avait épousé en 1387 le comte de Penthièvre Jean de Châtillon-Blois, le fils de Jeanne de Bretagne-Penthièvre et de Charles de Blois, et donc l'oncle maternel de Louis II d'Anjou !
Ayant pour but la récupération du duché de Bretagne pour son fils Olivier, la veuve de Jean de Penthièvre, Marguerite de Clisson, dame de Châteauceaux, attire le duc Jean V de Montfort (1389-1442 ; fils de Jean IV) dans un guet-apens en février 1420. Montfort est fait prisonnier puis séquestré dans le donjon du château, dit la tour du Diable. Secouru puis libéré par les barons bretons, sa femme la duchesse Jeanne, et les Anglais alliés aux Bretons, le duc fait assiéger en représailles les châteaux des Penthièvre, dont Châteauceaux lors du siège de mai-juillet 1420 (Marguerite de Clisson doit capituler avec les honneurs le 5 juillet 1420), puis ordonne d'« araser tout […] jusqu'à pleine terre » avec interdiction de rebâtir à l'intérieur de l'enceinte. Les habitants ont trois jours pour déguerpir. Il faut 10 ans de taxes imposées aux Nantais pour anéantir le beau château, Jean V voulant qu'on arrache, jusque dans leurs fondations, les murs de sa prison.
Le village de Châteauceaux est donc un « village déplacé », reconstruit en 1431 au Nouveau-Bourg sur la circonvallation des assiégeants de 1420. La seigneurie est bien sûr confisquée, comme tous les biens des Penthièvre en 1420/1425. Jean V donne la place à son maréchal de Bretagne Berrand de Dinan († 1444), mais René d'Anjou (fils cadet de Louis II) s'empare des revenus seigneuriaux de 1444 à 1474, prétendant ainsi recouvrer les anciens droits des Anjou. 

#### Sous le règne de Louis XI
Finalement Louis XI, héritier des Anjou par sa mère Marie d'Anjou, met la main sur Champtoceaux et la restitue aux Penthièvre (Nicole, nièce d'Olivier de Blois-Penthièvre et petite-fille de Margot de Clisson, et son mari Jean de Brosse de Boussac) en 1480.
Toutes ces vicissitudes provoquent un procès concernant la baronnie de Châteauceaux au Parlement de Paris.

### Époque moderne (1492-1789)
Les Brosse-Penthièvre gardent la seigneurie jusqu'après le milieu du XVIe siècle (sauf en 1524-1530, où François Ier la confisque pour en doter momentanément son neveu Chabot, René de Brosse étant passé du côté du connétable de Bourbon), puis la cèdent au connétable de Montmorency (1493-1567).
La petite-fille de ce dernier, Charlotte de Montmorency (1594-1650), mère du Grand Condé, transmet Champtoceaux aux princes de Condé par son mariage en 1609 avec Henri II de Condé. Les Condé conserveront la seigneurie jusqu'à la Révolution (Louis-Joseph), et le domaine jusqu'en 1830.
Champtoceaux fait alors partie des marches de Bretagne-Anjou et dépend toujours du diocèse de Nantes.
Châteauceaux ne joue alors plus aucun rôle politique et le bourg est reconstruit aux portes de l'ancienne ville. La seigneurie passe aux mains du Grand Condé qui essaie, sans succès, de la rattacher au comté de Nantes. 

### Période de la Révolution et de l'Empire
En 1790, Champtoceaux devient une commune du département de Maine-et-Loire et est rattachée au diocèse d'Angers par la constitution civile du clergé (1790).
Sous la Première République (septembre 1792-novembre 1799), les deux tiers des hommes de la commune prennent part à la guerre de Vendée, sous les ordres de Bonchamps. En 1794, elle subit trois passages des colonnes infernales où 193 personnes périssent, l'église et les habitations sont incendiées.

### De 1815 à nos jours
Au début du XIXe siècle, la marine fluviale est florissante et le Port-Hamelin, surnommé « la Patache », emploie 150 bateliers. La meunerie, avec onze moulins à vent, emploie 65 personnes.
À la mort du dernier des princes de Condé, Louis IV, en 1830, le domaine passe au duc d'Aumale, Henri d'Orléans, quatrième fils du roi Louis-Philippe, descendant des Condé par son arrière-grand-mère Louise-Henriette de Bourbon-Conti. Le futur vainqueur d'Abd el-Kader en Algérie vient en bateau visiter le domaine, puis le vend à la famille de La Touche.
L'arrivée du chemin de fer à partir des années 1850 (ligne de Paris à Nantes par Orléans, appartenant à la compagnie d'Orléans, avec la gare d'Ancenis) entraîne le déclin de la batellerie.
Pendant la Première Guerre mondiale, 44 Castrocelsiens perdent la vie, principalement des soldats mobilisés à partir d'août 1914 (ils sont honorés par le monument aux morts construit au début des années 1920). 
Durant la Seconde Guerre mondiale, dix habitants sont tués[Comment ?]. En 2020, trois Castrocelsiens ont été faits Justes parmi les nations par l'institut israélien Yad Vashem pour avoir sauvé la vie d'un jeune juif.
Après la Seconde Guerre mondiale, les ruines du château fort deviennent le but d'une promenade évocatrice du passé médiéval de la ville. Le Moulin-Pendu, avec ses deux arches ogivales, surplombe la Loire. L’association des Amis du vieux Châteauceaux propose des balades. Joseph Charbonnier, ancien maire délégué et président de l'association en est l'un des plus fins connaisseurs
En 2014, un projet de fusion de l'ensemble des communes de l'intercommunalité au sein d'une commune nouvelle se dessine. L'ensemble des conseils municipaux se sont prononcés favorablement au projet de cette nouvelle entité entre le 1er et le 8 juillet 2015. La nouvelle commune serait nommée Orée d'Anjou.

## Politique et administration

### Administration municipale

#### Administration actuelle
Depuis le 15 décembre 2015, Champtoceaux constitue une commune déléguée au sein de la commune nouvelle d'Orée d'Anjou et dispose d'un maire délégué.
| Période                                  | Période    | Identité            | Étiquette | Qualité                  |
| ---------------------------------------- | ---------- | ------------------- | --------- | ------------------------ |
| Les données manquantes sont à compléter. |            |                     |           |                          |
| 15 décembre 2015                         | mai 2020   | Jean-Yves Bourgeais |           | Chef de centre à la DDTE |
| mai 2020                                 | avril 2022 | Jacques Primitif    |           | Retraité                 |
| juillet 2022                             | En cours   | Philippe Gilis      |           | Cadre chez CGI           |

### Tendances politiques et résultats

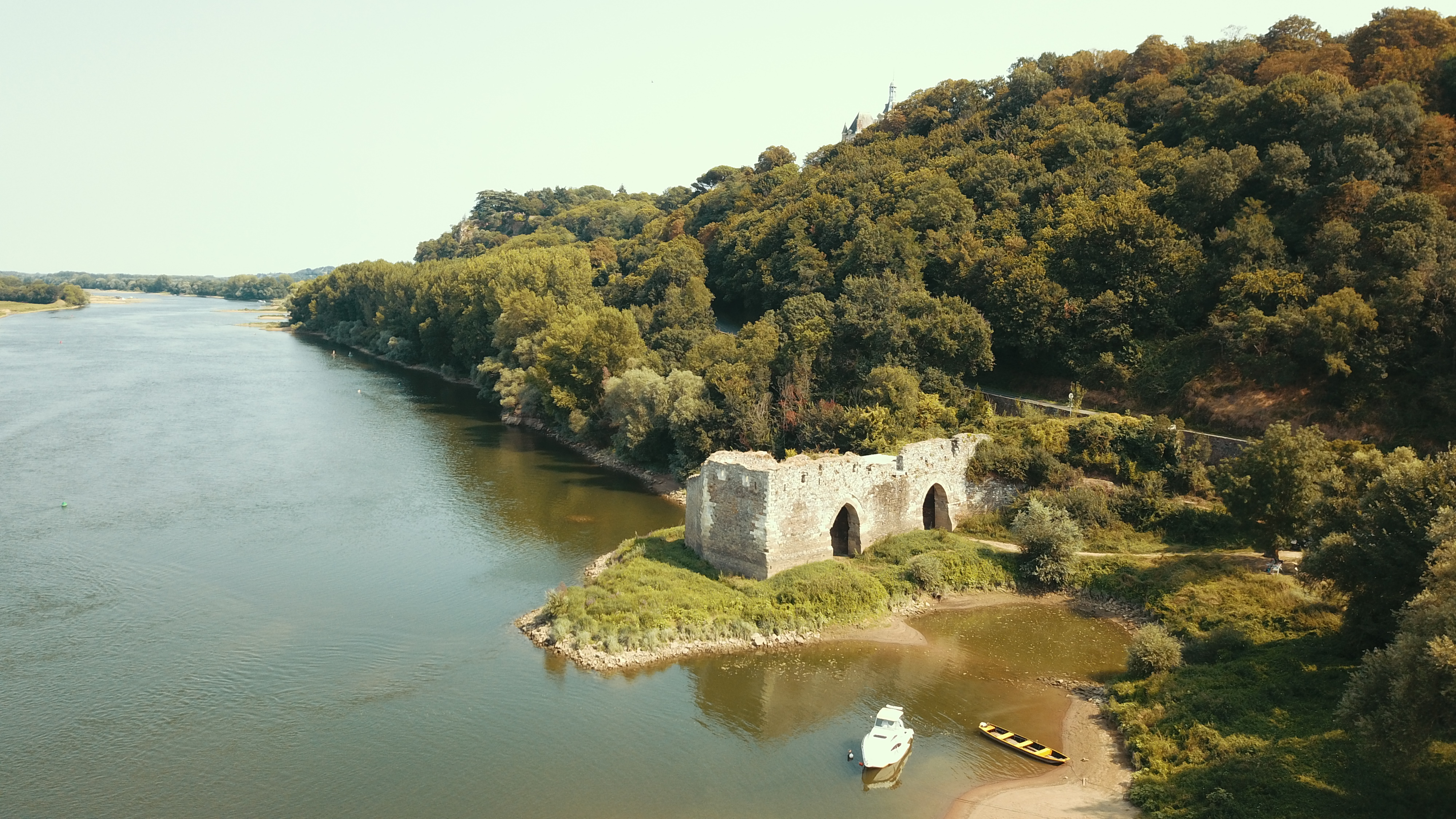
Le Port du Moulin, Champtoceaux, Maine et Loire, Vallée de la Loire.

#### Administration ancienne
| Période                                  | Période       | Identité                                 | Étiquette | Qualité |
| ---------------------------------------- | ------------- | ---------------------------------------- | --------- | --- |
| Les données manquantes sont à compléter. |               |                                          |           | |
| 1790                                     | 1808          | Pierre Jean-Louis Chetou                 |           | |
| 1808                                     | 1811          | Pierre-Louis Victorien Poulain-Furetière |           | |
| 1811                                     | 1819          | Pierre-Louis Chetou                      |           | |
| 1819                                     | 1830          | Yves Pierre Joseph Morin d'Yvonnière     |           | |
| 1830                                     | 1871          | Pierre-Louis Poulain-Furetière           |           | |
| 1871                                     | 1874          | Jacques Roy                              |           | Médecin, propriétaire du château de la Brelaudière                                                                  |
| 1874                                     | 1878          | Benjamin Nicaise                         |           | |
| 1878                                     | 1896          | Jean Rivet                               |           | |
| 1896                                     | 1919          | Henri Godefron                           |           | |
| 1919                                     | 1925          | René Godefron                            |           | |
| 1925                                     | 1933          | Henri Godefron                           |           | |
| 1933                                     | 1941          | Georges Lecourbe                         |           | |
| 1941                                     | 1953          | Maurice Godefron                         |           | |
| 1953                                     | mars 1977     | Pierre Briand                            |           | Maire honoraire Vice-président du SIVOM du canton de Champtoceaux Chevalier des Palmes académiques (1972)           |
| mars 1977                                | mars 2001     | Alain Levoyer                            | UDF-PPDF  | Notaire, maire honoraire Député de Maine-et-Loire (1993 → 1997) Suppléant du député Hervé de Charette (1988 → 1993) |
| mars 2001                                | décembre 2015 | Jean-Yves Bourgeais,                     | DVG       | Chef de centre à la DDTE                                                                                            |

### Ancienne situation administrative

#### Intercommunalité
La commune était membre en 2015 de la communauté de communes du canton de Champtoceaux, elle-même membre du syndicat mixte Pays des Mauges.
La création de la commune nouvelle d'Orée d'Anjou entraîne sa suppression à la date du 15 décembre 2015, avec transfert de ses compétences à la commune nouvelle.

#### Autres circonscriptions
Jusqu'en 2014, Champtoceaux est chef-lieu du canton de Champtoceaux, et fait partie de l'arrondissement de Cholet. Ce canton compte alors neuf communes. C'est l'un des quarante-et-un cantons que compte le département ; circonscriptions électorales servant à l'élection des conseillers généraux, membres du conseil général du département. Dans le cadre de la réforme territoriale, un nouveau découpage territorial pour le département de Maine-et-Loire est défini par le décret du 26 février 2014. La commune est alors rattachée au canton de La Pommeraye, avec une entrée en vigueur au renouvellement des assemblées départementales de 2015.

### Jumelages
| \| Champtoceaux Verwood Calcinato \| Localisation de Champtoceaux, Verwood et Calcinato |
| Champtoceaux Verwood Calcinato                                                          |

- Verwood (Royaume-Uni).
- Calcinato (Italie).

## Population et société

### Démographie

#### Évolution démographique
L'évolution du nombre d'habitants est connue à travers les recensements de la population effectués dans la commune depuis 1793. À partir du 1er janvier 2009, les populations légales des communes sont publiées annuellement dans le cadre d'un recensement qui repose désormais sur une collecte d'information annuelle, concernant successivement tous les territoires communaux au cours d'une période de cinq ans. 
Pour les communes de moins de 10 000 habitants, une enquête de recensement portant sur toute la population est réalisée tous les cinq ans, les populations légales des années intermédiaires étant quant à elles estimées par interpolation ou extrapolation. Pour la commune, le premier recensement exhaustif entrant dans le cadre du nouveau dispositif a été réalisé en 2008,.
En 2024, la commune comptait 2 922 habitants, en évolution de +28,16 % par rapport à 2008 (Maine-et-Loire : +3,3 %, France hors Mayotte : +2,49 %).
| 1793  | 1800  | 1806  | 1821  | 1831  | 1836  | 1841  | 1846  | 1851  |
| ----- | ----- | ----- | ----- | ----- | ----- | ----- | ----- | ----- |
| 2 200 | 1 113 | 1 214 | 1 423 | 1 479 | 1 422 | 1 440 | 1 440 | 1 598 |

| 1856  | 1861  | 1866  | 1872  | 1876  | 1881  | 1886  | 1891  | 1896  |
| ----- | ----- | ----- | ----- | ----- | ----- | ----- | ----- | ----- |
| 1 528 | 1 563 | 1 559 | 1 565 | 1 562 | 1 605 | 1 570 | 1 516 | 1 395 |

| 1901  | 1906  | 1911  | 1921  | 1926  | 1931  | 1936  | 1946  | 1954  |
| ----- | ----- | ----- | ----- | ----- | ----- | ----- | ----- | ----- |
| 1 345 | 1 316 | 1 239 | 1 190 | 1 161 | 1 147 | 1 103 | 1 158 | 1 146 |

| 1962  | 1968  | 1975  | 1982  | 1990  | 1999  | 2008  | 2013  | 2014  |
| ----- | ----- | ----- | ----- | ----- | ----- | ----- | ----- | ----- |
| 1 100 | 1 169 | 1 252 | 1 384 | 1 524 | 1 748 | 2 280 | 2 413 | 2 475 |

| 2015  | 2016  | 2017  | 2018  | 2019  | 2020  | - | - | - |
| ----- | ----- | ----- | ----- | ----- | ----- | - | - | - |
| 2 503 | 2 524 | 2 540 | 2 558 | 2 600 | 2 697 | - | - | - |

#### Pyramide des âges
La population de la commune est relativement jeune. Le taux de personnes d'un âge supérieur à 60 ans (18,4 %) est en effet inférieur au taux national (21,8 %) et au taux départemental (21,4 %).
Contrairement aux répartitions nationale et départementale, la population masculine de la commune est sensiblement égale à la population féminine.
La répartition de la population de la commune par tranches d'âge est, en 2008, la suivante :
- 49,7 % d’hommes (0 à 14 ans = 26,3 %, 15 à 29 ans = 13,7 %, 30 à 44 ans = 24,7 %, 45 à 59 ans = 18 %, plus de 60 ans = 17,2 %) ;
- 50,3 % de femmes (0 à 14 ans = 22,6 %, 15 à 29 ans = 15,9 %, 30 à 44 ans = 24,4 %, 45 à 59 ans = 17,6 %, plus de 60 ans = 19,5 %).

| Hommes | Classe d’âge | Femmes |
| ------ | ------------ | ------ |
| 1,0    | 90 ans ou +  | 1,2    |
| 3,7    | 75 à 89 ans  | 6,9    |
| 12,5   | 60 à 74 ans  | 11,4   |
| 18,0   | 45 à 59 ans  | 17,6   |
| 24,7   | 30 à 44 ans  | 24,4   |
| 13,7   | 15 à 29 ans  | 15,9   |
| 26,3   | 0 à 14 ans   | 22,6   |

| Hommes | Classe d’âge | Femmes |
| ------ | ------------ | ------ |
| 0,4    | 90 ans ou +  | 1,1    |
| 6,3    | 75 à 89 ans  | 9,5    |
| 12,1   | 60 à 74 ans  | 13,1   |
| 20,0   | 45 à 59 ans  | 19,4   |
| 20,3   | 30 à 44 ans  | 19,3   |
| 20,2   | 15 à 29 ans  | 18,9   |
| 20,7   | 0 à 14 ans   | 18,7   |

## Économie
Sur 141 établissements présents sur la commune à fin 2010, 18 % relevaient du secteur de l'agriculture (pour une moyenne de 17 % sur le département), 4 % du secteur de l'industrie, 12 % du secteur de la construction, 50 % de celui du commerce et des services et 16 % du secteur de l'administration et de la santé.
Entreprises et sièges sociaux : Insudiet et LTC.
Tourisme : On trouve sur la commune l'office de tourisme Une autre Loire, qui couvre Montrevault-sur-Evre, Mauges-sur-Loire et Orée d'Anjou.

## Culture locale et patrimoine

### Lieux et monuments
- Le château et ville close de Champtoceaux, ruines de la citadelle médiévale arasée en 1420 sur ordre du duc Jean V de Bretagne. Le site d'une trentaine d'hectares, dominant la Loire de 70 mètres, est inscrit au titre des monuments historiques en 2009[34].
- Le prieuré Saint-Jean-Baptiste, appartenant à l'abbaye de Marmoutier, créé au XIe siècle à l'intérieur des remparts de Champtoceaux. Les ruines visibles sur le site datent des modifications effectuées au XVe siècle ; le prieuré percevait des droits sur les moulins et les péages sur la Loire.
- Le château de la Colinière, construit aux XVIIe et XIXe siècles à l'intérieur de l'ancienne ville close.
- Le Moulin-Pendu, sur la Loire, au Cul-du-Moulin, au pied de la colline fortifiée. Il est classé au titre des monuments historiques en 1975[35].
- Le château fort de la Brelaudière, sur les terres de la Brelaudière, donné par Saint-Louis à une famille noble d'Anjou, qui y fait ériger le château fort au XIIIe siècle, Joachim du Bellay y séjourna. Le château appartient, jusqu'à la Révolution, à la même famille, les Tounus des Gonnets, seigneurs de la Brelaudière à Champtoceaux et de l'Herbaudière à Villedieu-la-Blouère. Il devient un quartier général des Vendéens durant les Guerres de Vendée. Il est brûlé et en partie détruit par les colonnes infernales, en 1793, confisqué, puis vendu, en 1794. En 1817, il est rendu à la même famille. Il appartient ensuite au docteur Roy, maire de Champtoceaux au milieu du XIXe siècle, puis à sa fille, la comtesse Dessus, ainsi qu'à sa fille Mme Joseph Écomard[pas clair], de Sainte-Pazanne ;
- Le manoir de la Hamelinière ;
- L'église Sainte-Marie-Madeleine (1858) ;
- La grotte de Lourdes près du Voinard ;
- La promenade du Champalud, à 70 mètres au-dessus de la Loire, classé en 1935 pour son panorama ;
- Le jardin de la Cédraie ;
- La Coulée de la Luce ;
- Les vestiges de la Léproserie.

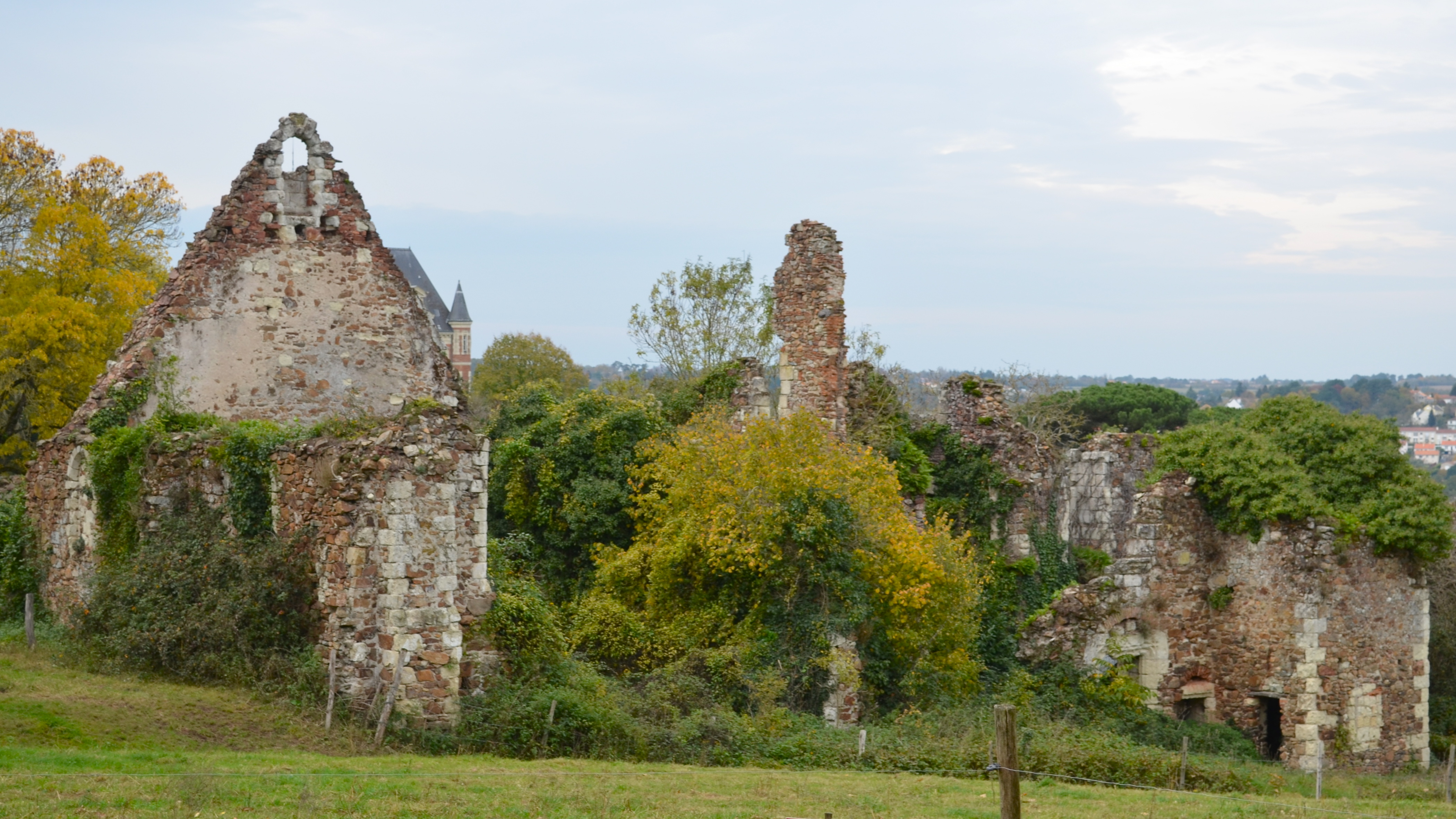
Le prieuré Saint-Jean-Baptiste.
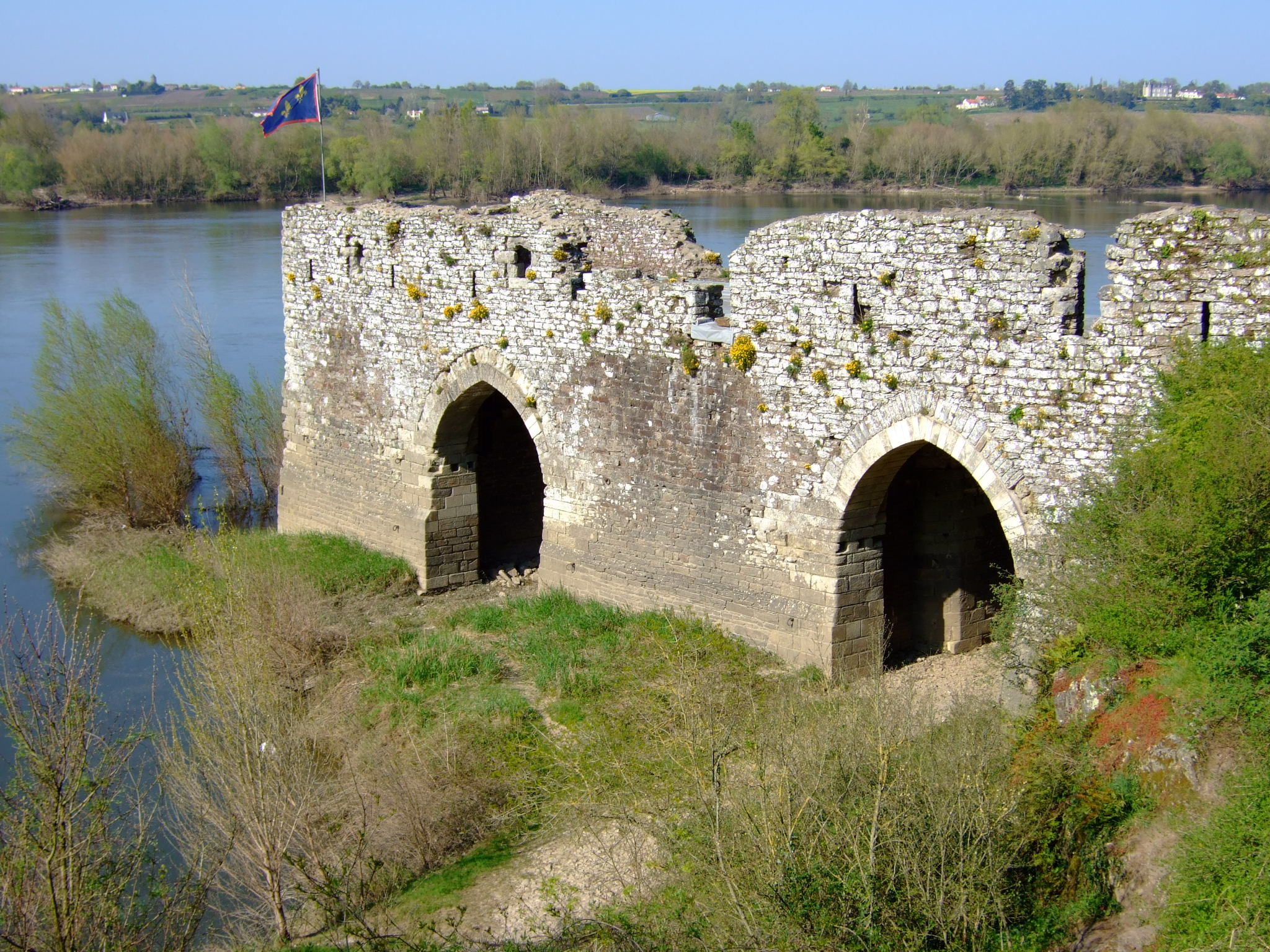
Le moulin pendu.
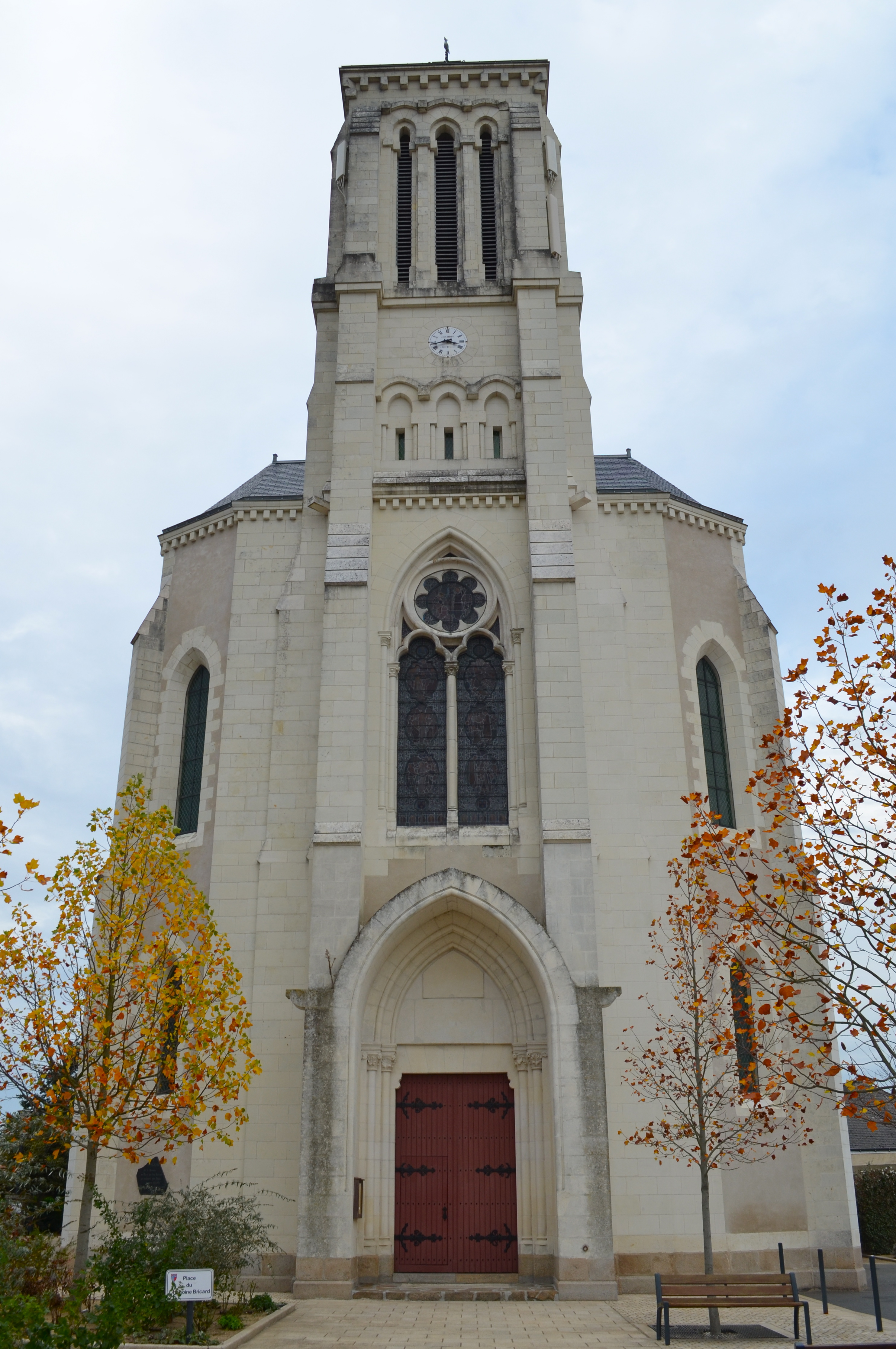
L'église Sainte-Marie-Madeleine.
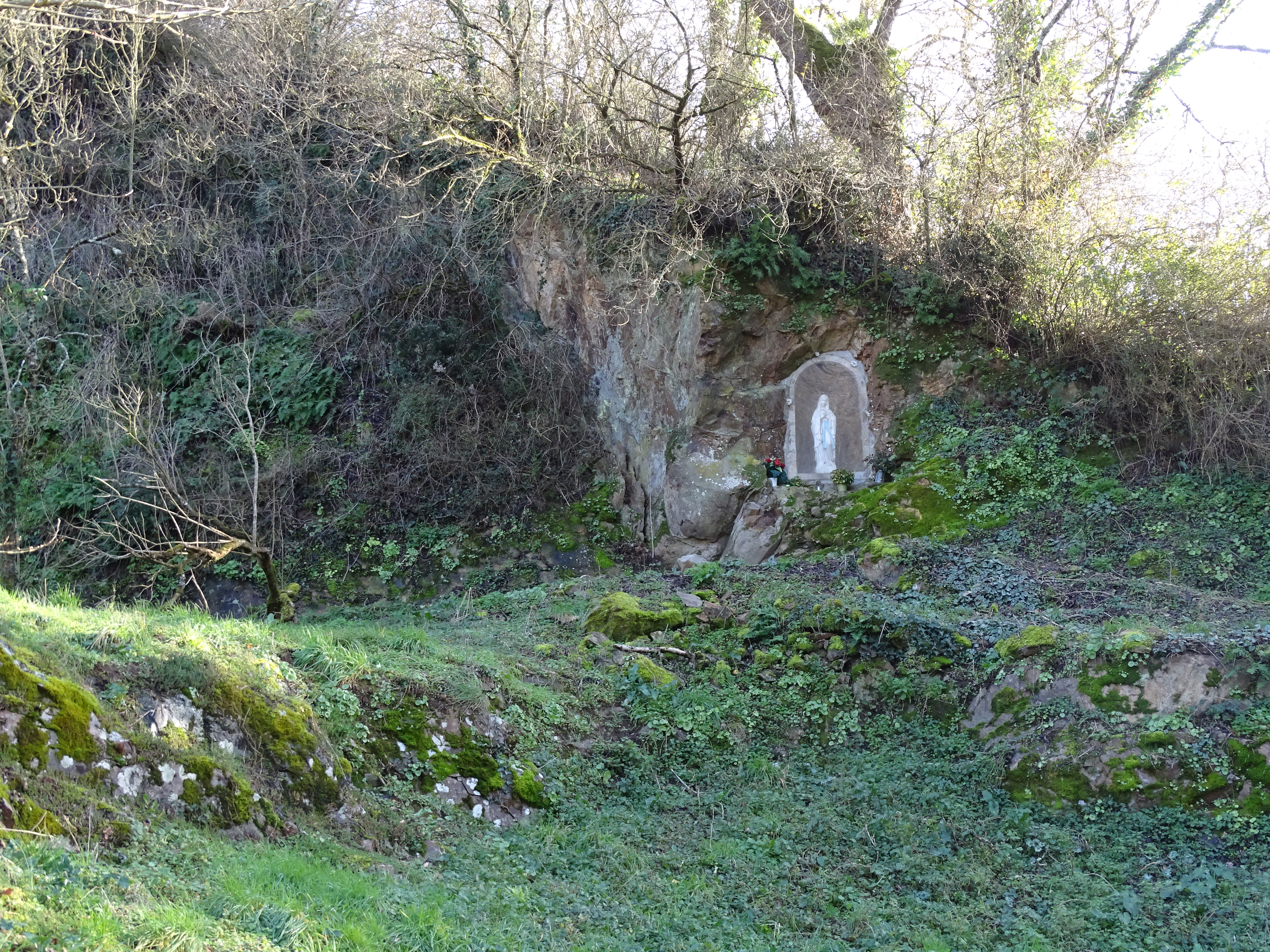
La grotte de Lourdes.
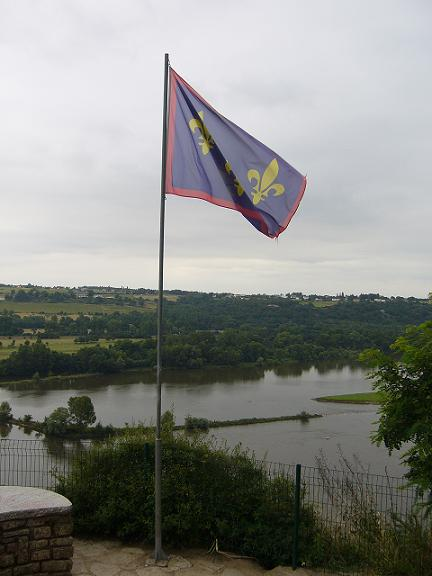
Drapeau de l'Anjou flottant sur les hauteurs de Champtoceaux.

### Personnalités liées à la commune
- Jean III, duc de Bretagne, né à Champtoceaux en 1286.
- Étienne Bottineau, inventeur de la nauscopie, né à Champtoceaux en 1738.
- Hippolyte Maindron, sculpteur, né à Champtoceaux en 1801.
- Jean-Pierre Chapel, journaliste, né à Champtoceaux en 1935.